# Xylocampa nigrabrunnea
Xylocampa nigrabrunnea là một loài bướm đêm trong họ Noctuidae.